# 山芥
山芥（学名：Barbarea orthoceras）为十字花科山芥属下的一个种。

## 扩展阅读
- 維基物種上的相關：山芥